# Václav Křížek
Václav Křížek (25. listopadu 1833 Strážov – 4. června 1881 Tábor) byl pedagog, vlastenec, politik a kulturní organizátor.

## Studium a pedagogická praxe
Vystudoval na Karlo-Ferdinandově univerzitě v Praze dějepis a klasickou i slovanskou filologii. Pracoval jako asistent Archivu Muzea Království českého, a od mládí vynikal ve vědeckém životě – jako autor historických a jazykovědných spisů. Pět let byl profesorem na gymnáziu ve Varaždínu v Chorvatsku. Odtud odešel do Litoměřic a v létě 1862 byl ze 37 uchazečů z Čech i zahraničí o místa ředitele a pěti profesorů zastupitelstvem města zvolen ve svých 29 letech ředitelem na právě otevřeném reálném gymnáziu v Táboře (prvním s výlučně českým vyučovacím jazykem v tehdejší monarchii).

## Léta ředitelská
Brzy se o táborském reálném gymnáziu a především jeho řediteli mluvilo pochvalně v celých Čechách a přijížděli studenti i z Chorvatska, Srbska a Bulharska. Zájem vyvolávalo i používání různých učebních pomůcek (map, závěsných tabulí a statistik). Za Křížkova předsednictví se konala v Táboře roku 1870 první učitelská konference o učebních pomůckách a názorném vyučování. Jeho tabule graficky znázorňující vývoj lidstva od pračlověka po současnost byla roku 1879 vystavována na etnografické výstavě v Moskvě. Mimořádná byla knihovna (vedená prof. M. Kolářem), v roce 1870 měla 5000 knih.
Prof. Křížek jako autor mluvnice jihoslovanských jazyků, učebnic dějepisu a čítanek povzbuzoval i své profesory k samostatné vědecké a badatelské práci. Vyučoval zde a objevitelsky pracoval (1863–1873) např. profesor kreslení Jakub Husník. Ředitel Křížek vlastenecky ovlivnil mnoho svých studentů – např. spisovatele Josefa Holečka, historika a literáta Jana H. Máchala, básníka a novináře Ladislava Quise.

## Veřejná a politická činnost
Václav Křížek výrazně zasáhl také do života města. Sestavil první obecní rozpočet Tábora; založil spolek pro podporu chudých žáků; byl spoluzakladatelem (1870) ženského spolku „Zora“; inicioval úspěšnou žádost o zřízení místní Vyšší zemské hospodářské školy.
V letech 1867-1868 byl za Tábor poslancem Českého zemského sněmu za Národní stranu. V srpnu 1868 patřil mezi 81 signatářů státoprávní deklarace českých poslanců, v níž česká politická reprezentace odmítla centralistické směřování státu a hájila české státní právo.
Byl prvním předsedou místního Klubu přátel věd a umění (1875), navrhl zřízení městského muzea (otevřeno bylo 1884). V září roku 1882 byla v budově gymnázia zasazena pamětní deska na památku čestného občana Tábora.